# Eduard Closter
Eduard Hermann Dittrich Carl Closter, modernisiert Eduard Hermann Dittrich Karl Closter, (* 17. April 1808 in Oldenburg; † 3. Juni 1880 in Meerane) war ein deutscher evangelischer Theologe und Autor.

## Leben
Closter besuchte das Gymnasium in Oldenburg und ab 1827 die Universität Halle, an der er Geschichte, Philosophie und Literatur studierte. Im Jahre 1830 wurde er pro candidatura in Oldenburg examiniert und blieb dort als Privatlehrer bis 1832. Nachdem er zwei Jahre geschichtlichen und orientalischen Studien unter Fr. Rückert absolvierte, wurde Closter 1834 Lehrer am Königlichen Neugriechischen Institut für die hellenische Jugend in München. Aufgrund längerer Erkrankung musste er seine akademische Laufbahn aufgeben und lebte von 1839 bis 1842 als Privatlehrer in Nürnberg, wo er am Archiv von Dr. Scheibels für die neueste Geschichte der evangelischen Kirche mitwirkte. Im Anschluss wurde er 1842 Gymnasiallehrer in Oldenburg und 1847 Pfarrer auf der Nordseeinsel Wangerooge. 1851 erhielt er das Diakonat in Rötha bei Leipzig und 1854 das Pfarramt in Hohenstein im Erzgebirge. 1859 wurde Closter Oberpfarrer in Meerane.

## Ehrungen
- Guelphen-Orden (des Königreichs Hannover), 4. Klasse

## Schriften (Auswahl)
- Gedichte, Nürnberg: Stein, 1842.
- Von evangelischer Heiligung und evangelischer Liebe. Stimmen aus der Gemeinde, mit ausführlichem Vorwort, Oldenburg, 1844.
- Vom allgemeinen Kirchengebete und von der allgemeinen Beichte, Leipzig: Dörffling u. Fr., 1853.
- Der Glaubenssieg des Cananäischen Weibes. Predigt, zu Dresden gehalten, Leipzig: Dörffling u. Fr., 1853.
- Trauer- und Gedächtnißpredigt auf weil. Sr. Maj. den König Friedrich August v. Sachsen. Predigt, zu Rötha gehalten, Leipzig: Dörffling u. Fr., 1854.
- Missionsstimmen der h. Propheten des Alten Bundes. In: Leipziger Missionsblatt 1853 und 1854.
- Nordseeklänge, Leipzig: Kummer, 1865.